# ルカ・サンガリ
ルカ・サンガリ・フエンテス（Luca Sangalli Fuentes , 1995年2月10日 - ）は、スペイン・バスク州ギプスコア県サン・セバスティアン出身のプロサッカー選手。セグンダ・ディビシオンのFCカルタヘナに所属している。ポジションはMF。

## 来歴
1995年にイタリア人の父とバスク人の母との間にサン・セバスティアンで生まれる。地元に本拠地を置くレアル・ソシエダのカンテラに入団。2014年6月23日にセグンダ・ディビシオンB所属してBチームに昇格。同年10月5日のCDトレド戦でプロデビュー。2015年10月3日のSDアモレビエタ戦でプロ初ゴールを記録。その後もBチームの主力選手として活躍し、2017年5月26日に2019年までの契約に合意した。
2018年8月14日、念願のトップチーム昇格を果たし、2020年までの契約を締結。同月31日のSDエイバル戦で、プリメーラ・ディビシオン初出場。10月5日のアスレティック・ビルバオとのバスクダービーで、ラ・リーガ初ゴールを決め、敵地サン・マメスでの3-1の勝利に貢献した。
2022年6月14日、FCカルタヘナに1年契約で移籍した。

## 人物
兄のマルコ・サンガリもサッカー選手で、現在はADアルコルコンに所属している。